# Saint-Cyr-de-Salerne

Saint-Cyr-de-Salerne este o comună în departamentul Eure, Franța. În 1 ianuarie 2022 avea o populație de 206 de locuitori.